# 지투알
주식회사 지투알은 HS애드와 LBEST 등 산하 광고 커뮤니케이션 전문회사에 대한 투자 및 경영자문사업을 영위하는 국내 최초의 광고그룹 지주회사이다.‘광고주의 발전’을 최우선 과제로 삼고 있으며, 복수의 광고회사 및 광고전문회사로 구성된 Total Marketing Communication Group의 형태를 통해 사업영역별 전문화를 꾀하고 있다.

### 자회사
HS애드, 엘베스트 등

## 서비스 내용
- HS애드: 광고제작 및 대행업
- 엘베스트: 광고대행업